# Островський Сергій Олександрович
Сергі́й Олекса́ндрович Остро́вський (нар. 3 жовтня 1960, Барановичі, СРСР) — український військовик. Генерал-лейтенант. Заступник командувача сухопутних військ України (2010—2011). Лицар ордена Богдана Хмельницького III ступеня.

## Біографія
Освіта: Закінчив Київське вище танкове інженерне училище у 1982 році, Військову академію бронетанкових військ ім. Р. Малиновського у 1991 році, Національну академію оборони України у 2003 році.
Кар'єра: Проходив службу у військах Забайкальського та Київського військових округів на посадах командира танкового взводу, командира танкової роти, начальника штабу — заступника командира танкового батальйону, командира танкового батальйону.
Після закінчення Військової академії бронетанкових військ служив у Західній групі військ, Прикарпатському військовому окрузі та Західному оперативному командуванні на посадах заступника командира танкового полку, командира механізованого полку, заступника командира механізованої дивізії, начальника штабу — першого заступника командира механізованої дивізії та командира дивізії.
По закінченню навчання у Національній академії оборони України був призначений на посаду заступника командувача 13-го армійського корпусу Західного оперативного командування. У 2003 р. — командир 6-ї окремої механізованої бригади ЗСУ у Республіці Ірак. З листопада 2004 по травень 2010 року командував 8-м армійським корпусом Збройних Сил України.
З 2010 року — заступник командувача сухопутних військ збройних сил України. У 2011 році подав рапорт на відставку.
Після початку Російської збройної агресії проти України взяв на себе керівництво житомирським обласним штабом національного Руху Опору.
Одружений, має доньку.

## Нагороди
- Орден «Богдана Хмельницького» III ступеня
- Орден «За заслуги» III ступеня
- Відзнака міністерства оборони України «Доблесть і честь»
- Медаль «10 років Збройним Силам України»
- Медаль «15 років Збройним Силам України»